# NGC 3506
NGC 3506 là một thiên hà xoắn ốc trong chòm sao Leo. Nó nằm ở khoảng cách khoảng 300 triệu năm ánh sáng từ Trái đất, với kích thước rõ ràng, có nghĩa là NGC 3506 có chiều dài khoảng 115.000 năm ánh sáng. Thiên hà có hai nhánh xoắn ốc chính, với độ sáng bề mặt cao, có thể được theo dõi trong một nửa cuộc cách mạng trước khi chúng mờ dần. Một cánh tay chia thành bốn vòng cung xoắn ốc.
Hai siêu tân tinh đã được quan sát thấy trong NGC 3506, SN 2003L (loại Ic) và 2017dfq (loại Ia, mag. 15.3 ). Phổ SN 2003L có tính liên tục tương đối màu xanh, bị chi phối bởi các dòng P-Cyg mạnh của Ca II (H và K) và Fe II và một dòng Si II 635,5 nm tương đối yếu hơn cũng có thể nhìn thấy được.
Đó là một thiên hà bị cô lập.